# NRK2
NRK2 е втори национален обществен телевизионен канал в Норвегия, част от държавната обществена телевизия NRK. Стартира на 1 септември 1996 г. Първоначално каналът се нарича NRK TO, но през 2000 г. променя името си на NRK2.

## Логотипи
- Първото, оригинално и предишно лого на NRK2 (NRK To), използвано от 1 септември 1996 до 3 септември 2000 г.
- Версия в оранжев цвят на второто и предишното лого на NRK2, използвано до 2 септември 2007 г.
- Лого във HD формат, използвано от февруари до октомври 2011 г.
- Лого на NRK2 от 11 октомври 2011 до 12 юни 2024 г.